# Loving Hut
Loving Hut je největší mezinárodní řetězec veganských restaurací, který má po celém světě přes 200 poboček. Jedná se o restaurační zařízení typu fast food. Je možno si buď objednat jídlo z menu, nebo (v době oběda) se stravovat formou bufetu - platí se podle gramů. Veškeré zde podávané pokrmy jsou připravovány bez použití masa a také čehokoliv živočišného původu - vegansky. Nepodávají se zde alkoholické nápoje a je zákaz kouření.
V roce 2010 byl vyhlášen nejlepší veganskou restaurací roku podle časopisu VegNews.
V Evropě má pobočky v deseti zemích – Británii, České republice, Francii, Maďarsku, Německu, Norsku, Polsku, Rakousku, Slovinsku a Španělsku.
Existuje aplikace pro iOS a Android, která vyhledává pobočky Loving hut v okolí.
V České republice je otevřeno 8 poboček.